# کارل اوگه هانسن
کارل اوگه هانسن (دانمارکی: Karl Aage Hansen؛ ۴ ژوئیه ۱۹۲۱ – ۲۳ نوامبر ۱۹۹۰) بازیکن و مربی فوتبال اهل دانمارک بود.
از باشگاه‌هایی که در آن بازی کرده‌است می‌توان به باشگاه فوتبال یوونتوس، باشگاه فوتبال کاتانیا، باشگاه فوتبال سمپدوریا، باشگاه فوتبال آتالانتا، و باشگاه فوتبال هادرزفیلد تاون اشاره کرد.
وی همچنین در تیم ملی فوتبال دانمارک بازی کرده‌است.